# Scottish League Cup 2013/14
De Scottish League Cup 2013–14 was de 68ste editie van het tweede prestigieuze toernooi in Schotland. Titelhouder was St. Mirren.

## Programma
| Ronde        | Data                              |
| ------------ | --------------------------------- |
| 1e ronde     | 3 augustus 2013                   |
| 2e ronde     | 27 augustus en 28 augustus 2013   |
| 3e ronde     | 24 september en 25 september 2013 |
| Kwartfinales | 29 oktober en 30 oktober 2013     |
| Halve finale | 1 februari en 2 februari 2014     |
| Finale       | 16 maart 2014                     |

## Eerste ronde
De loting voor de eerste ronde vond plaats op 12 juli 2013.
|                       |                                  |           |       |                                              |
| 3 augustus 2013 15:00 | Falkirk                          | 3 – 0     | Clyde | Recreation Park Scheidsrechter: Brian Colvin |
| 3 augustus 2013 15:00 | Alston 73' Roberts 79' Grant 81' | BBC Sport |       | Recreation Park Scheidsrechter: Brian Colvin |

|                       |                               |           |                                                                   |                                                  |
| 3 augustus 2013 15:00 | East Fife                     | 2 – 6     | Greenock Morton                                                   | Bayview Stadium Scheidsrechter: Craig Charleston |
| 3 augustus 2013 15:00 | Buchanan 85', 90+1' Johnstone | BBC Sport | McLaughlin 55' Habai 81' McNeil 93' Campbell 99', 119' Imrie 104' | Bayview Stadium Scheidsrechter: Craig Charleston |

|                       |          |           |                   |                                         |
| 3 augustus 2013 15:00 | Arbroath | 0 – 1     | Montrose          | Gayfield Park Scheidsrechter: Alan Muir |
| 3 augustus 2013 15:00 |          | BBC Sport | Watson McCord 76' | Gayfield Park Scheidsrechter: Alan Muir |

|                       |                 |           |                                               |                                                                  |
| 3 augustus 2013 15:00 | Berwick Rangers | 0 – 5     | Cowdenbeath                                   | Shielfield Park Toeschouwers: 465 Scheidsrechter: Crawford Allan |
| 3 augustus 2013 15:00 |                 | BBC Sport | Hemmings 36', 38', 88' Miller 49' Stewart 73' | Shielfield Park Toeschouwers: 465 Scheidsrechter: Crawford Allan |

|                       |                  |           |          |                                                               |
| 3 augustus 2013 15:00 | Forfar Athletic  | 2 – 1     | Rangers  | Station Park Toeschouwers: 4.079 Scheidsrechter: Calum Murray |
| 3 augustus 2013 15:00 | Swankie 9', 115' | BBC Sport | Aird 84' | Station Park Toeschouwers: 4.079 Scheidsrechter: Calum Murray |

|                       |                                                       |           |                            |                                                           |
| 3 augustus 2013 15:00 | Stranraer                                             | 4 – 3     | Brechin City               | Stair Park Toeschouwers: 291 Scheidsrechter: Kevin Graham |
| 3 augustus 2013 15:00 | Borris 10' Robertson 24' Aitken 33' (pen) McKenna 48' | BBC Sport | Donnelly 55', 83' Barr 86' | Stair Park Toeschouwers: 291 Scheidsrechter: Kevin Graham |

|                       |                 |           |                                  |                                                                     |
| 3 augustus 2013 15:00 | Stirling Albion | 0 – 3     | Hamilton Academical              | Forthbank Stadium Toeschouwers: 556 Scheidsrechter: John McKendrick |
| 3 augustus 2013 15:00 |                 | BBC Sport | Keatings 32', 64' Smith 41' (og) | Forthbank Stadium Toeschouwers: 556 Scheidsrechter: John McKendrick |

|                       |              |           |               |                                                       |
| 3 augustus 2013 15:00 | Dumbarton    | 1 – 0     | Albion Rovers | Dumbarton Football Stadium Scheidsrechter: Barry Cook |
| 3 augustus 2013 15:00 | Gilhaney 42' | BBC Sport |               | Dumbarton Football Stadium Scheidsrechter: Barry Cook |

|                       |                    |           |                             |                                                                   |
| 3 augustus 2013 15:00 | East Stirlingshire | 0 – 2     | Dunfermline Athletic        | Ochilview Park Toeschouwers: 1.043 Scheidsrechter: Mat Northcroft |
| 3 augustus 2013 15:00 | Turner 61'         | BBC Sport | Wallace 10' (pen) Dargo 88' | Ochilview Park Toeschouwers: 1.043 Scheidsrechter: Mat Northcroft |

|                       |                    |           |                |                                                                    |
| 3 augustus 2013 15:00 | Queen of the South | 3 – 0     | Annan Athletic | Palmerston Park Toeschouwers: 1.588 Scheidsrechter: Paul Robertson |
| 3 augustus 2013 15:00 | Lyle 59', 67', 69' | BBC Sport | Watson 58'     | Palmerston Park Toeschouwers: 1.588 Scheidsrechter: Paul Robertson |

|                       |           |           |                          |                                                                |
| 3 augustus 2013 15:00 | Peterhead | 0 – 2     | Alloa Athletic           | Balmoor Stadium Toeschouwers: 429 Scheidsrechter: David Somers |
| 3 augustus 2013 15:00 |           | BBC Sport | McCord 52' Andy Kirk 83' | Balmoor Stadium Toeschouwers: 429 Scheidsrechter: David Somers |

|                       |                                                             |           |              |                                                                 |
| 3 augustus 2013 15:00 | Raith Rovers                                                | 6 – 0     | Queen's Park | Stark's Park Toeschouwers: 1.219 Scheidsrechter: Stephen Finnie |
| 3 augustus 2013 15:00 | Smith 15' Cardle 34' Elliot 57', 67' Spence 70' Vaughan 86' | BBC Sport | Capuano 62'  | Stark's Park Toeschouwers: 1.219 Scheidsrechter: Stephen Finnie |

|                       |                |           |                                   |                                                                |
| 3 augustus 2013 15:00 | Elgin City     | 1 – 3     | Livingston                        | Borough Briggs Toeschouwers: 563 Scheidsrechter: Don Robertson |
| 3 augustus 2013 15:00 | Crighton 45+2' | BBC Sport | Scott 15' Fordyce 39' McNulty 62' | Borough Briggs Toeschouwers: 563 Scheidsrechter: Don Robertson |

|                       |                                                              |           |                                               |                                                                   |
| 3 augustus 2013 15:00 | Airdrieonians                                                | 4 – 3     | Stenhousemuir                                 | Excelsior Stadium Toeschouwers: 647 Scheidsrechter: Andrew Dallas |
| 3 augustus 2013 15:00 | Sinclair 33' O'Neil 39' Blockley 44' O'Byrne 45+2' Coult 77' | BBC Sport | Dickson 16' Smith 24' Malone 38' McMillan 88' | Excelsior Stadium Toeschouwers: 647 Scheidsrechter: Andrew Dallas |

|                       |                            |           |               |                                                                 |
| 6 augustus 2013 19:45 | Partick Thistle            | 2–1       | Ayr United    | Firhill Stadium Toeschouwers: 2.145 Scheidsrechter: Iain Brines |
| 6 augustus 2013 19:45 | O'Donnell 13' Balatoni 83' | BBC Sport | Shankland 89' | Firhill Stadium Toeschouwers: 2.145 Scheidsrechter: Iain Brines |

### Tweede ronde
De loting voor de tweede ronde vond plaats op 7 augustus 2013.
|                        |                                               |           |          |                                                                |
| 27 augustus 2013 19:30 | Greenock Morton                               | 4 – 0     | Montrose | Cappielow Park Toeschouwers: 918 Scheidsrechter: Andrew Dallas |
| 27 augustus 2013 19:30 | Cham 50' Fitzpatrick 69' Hands 90' Fulton 90' | BBC Sport |          | Cappielow Park Toeschouwers: 918 Scheidsrechter: Andrew Dallas |

|                        |                                         |           |                                 |                                                             |
| 27 augustus 2013 19:30 | Stranraer                               | 3 – 2     | Ross County                     | Stair Park Toeschouwers: 215 Scheidsrechter: Stephen Finnie |
| 27 augustus 2013 19:30 | Winter 65' Aitken 71' (pen.) Grehan 82' | BBC Sport | Brittain 45' (pen.) Mustafi 79' | Stair Park Toeschouwers: 215 Scheidsrechter: Stephen Finnie |

|                        |                              |           |                 |                                                         |
| 27 augustus 2013 19:45 | Dundee                       | 2 – 1     | Forfar Athletic | Dens Park Toeschouwers: 2027 Scheidsrechter: Barry Cook |
| 27 augustus 2013 19:45 | McAlister 51' MacDonald 120' | BBC Sport | Campbell 43'    | Dens Park Toeschouwers: 2027 Scheidsrechter: Barry Cook |

|                        |            |           |                     |                                                             |
| 27 augustus 2013 19:45 | Kilmarnock | 0 – 1     | Hamilton Academical | Rugby Park Toeschouwers: 2.033 Scheidsrechter: Calum Murray |
| 27 augustus 2013 19:45 |            | BBC Sport | Antoine-Curier 42'  | Rugby Park Toeschouwers: 2.033 Scheidsrechter: Calum Murray |

|                        |               |           |                          |                                                                 |
| 27 augustus 2013 19:45 | Airdrieonians | 0 – 2     | Livingston               | Excelsior Stadium Toeschouwers: 483 Scheidsrechter: Greg Aitken |
| 27 augustus 2013 19:45 |               | BBC Sport | Barrowman 38' Wilkie 67' | Excelsior Stadium Toeschouwers: 483 Scheidsrechter: Greg Aitken |

|                        |                                              |           |              |                                                                     |
| 27 augustus 2013 19:45 | Partick Thistle                              | 3 – 1     | Cowdenbeath  | Firhill Stadium Toeschouwers: 1.544 Scheidsrechter: John McKendrick |
| 27 augustus 2013 19:45 | Elliot 92' Lawless 103' Muirhead 114' (pen.) | BBC Sport | Hemmings 93' | Firhill Stadium Toeschouwers: 1.544 Scheidsrechter: John McKendrick |

|                        |                         |           |              |                                                                      |
| 27 augustus 2013 19:45 | Queen of the South      | 2 – 1     | St. Mirren   | Palmerston Park Toeschouwers: 2.073 Scheidsrechter: Craig Charleston |
| 27 augustus 2013 19:45 | McKenna 103' Paton 115' | BBC Sport | Thompson 95' | Palmerston Park Toeschouwers: 2.073 Scheidsrechter: Craig Charleston |

|                        |                                         |       |                                        |                                                                       |
| 27 augustus 2013 19:45 | Aberdeen                                | 0 – 0 | Alloa Athletic                         | Pittodrie Stadium Toeschouwers: 4.897 Scheidsrechter: Stevie O'Reilly |
| 27 augustus 2013 19:45 | BBC Sport                               |       |                                        | Pittodrie Stadium Toeschouwers: 4.897 Scheidsrechter: Stevie O'Reilly |
| 27 augustus 2013 19:45 | Strafschoppen                           |       |                                        | Pittodrie Stadium Toeschouwers: 4.897 Scheidsrechter: Stevie O'Reilly |
| 27 augustus 2013 19:45 | McGinn Low Pawlett Jack Vernon Reynolds | 6 – 5 | Holmes Ferns McCord Gordon Young Doyle | Pittodrie Stadium Toeschouwers: 4.897 Scheidsrechter: Stevie O'Reilly |

|                        |                                                          |           |                                                        |                                                               |
| 27 augustus 2013 19:45 | Raith Rovers                                             | 1 – 1     | Heart of Midlothian                                    | Stark's Park Toeschouwers: 3.668 Scheidsrechter: Brian Colvin |
| 27 augustus 2013 19:45 | Fox 50'                                                  | BBC Sport | Hamill 62' (pen.)                                      | Stark's Park Toeschouwers: 3.668 Scheidsrechter: Brian Colvin |
| 27 augustus 2013 19:45 | Strafschoppen                                            |           |                                                        | Stark's Park Toeschouwers: 3.668 Scheidsrechter: Brian Colvin |
| 27 augustus 2013 19:45 | Watson Vaughan Elliot Booth Fox Thomson Cardle Callachan | 4 – 5     | Wilson Hamill McGowan Walker McHattie Holt Smith McKay | Stark's Park Toeschouwers: 3.668 Scheidsrechter: Brian Colvin |

|                        |                              |           |                      |                                                                   |
| 27 augustus 2013 19:45 | Falkirk                      | 2 – 1     | Dunfermline Athletic | Falkirk Stadium Toeschouwers: 3.663 Scheidsrechter: Steven McLean |
| 27 augustus 2013 19:45 | Morris 19' (e.d.) Fulton 33' | BBC Sport | Moore 28'            | Falkirk Stadium Toeschouwers: 3.663 Scheidsrechter: Steven McLean |

|                        |                         |           |                           |                                                                          |
| 28 augustus 2013 19:45 | Dumbarton               | 2 – 3     | Dundee United             | Dumbarton Football Stadium Toeschouwers: 1.045 Scheidsrechter: Alan Muir |
| 28 augustus 2013 19:45 | Smith 34' Megginson 87' | BBC Sport | Çiftçi 69', 89' Gauld 77' | Dumbarton Football Stadium Toeschouwers: 1.045 Scheidsrechter: Alan Muir |

### Derde ronde
De loting voor de derde ronde vond plaats op 29 augustus 2013.
|                         |                                                                      |           |                                     |                                                                |
| 24 september 2013 19:45 | Hibernian                                                            | 5 – 3     | Stranraer                           | Easter Road Toeschouwers: 6,431 Scheidsrechter: Crawford Allan |
| 24 september 2013 19:45 | Liam Craig 8', 47', 61' (pen.) Abdellah Zoubir 34' Rumsby 36' (e.d.) | BBC Sport | Longworth 3', 48' Nelson 52' (e.d.) | Easter Road Toeschouwers: 6,431 Scheidsrechter: Crawford Allan |

|                         |        |           |                 |                                                              |
| 24 september 2013 19:45 | Dundee | 0 – 1     | Inverness CT    | Dens Park Toeschouwers: 1.682 Scheidsrechter: Stephen Finnie |
| 24 september 2013 19:45 |        | BBC Sport | 11' Billy McKay | Dens Park Toeschouwers: 1.682 Scheidsrechter: Stephen Finnie |

|                         |        |           |                         |                                          |
| 24 september 2013 19:45 | Celtic | 0 – 1     | Greenock Morton         | Celtic Park Scheidsrechter: Bobby Madden |
| 24 september 2013 19:45 |        | BBC Sport | 97' (pen.) Dougie Imrie | Celtic Park Scheidsrechter: Bobby Madden |

|                         |                     |           |                                      |                                                                  |
| 24 september 2013 19:45 | Hamilton Academical | 0 – 3     | St. Johnstone                        | New Douglas Park Toeschouwers: 1.059 Scheidsrechter: John Beaton |
| 24 september 2013 19:45 |                     | BBC Sport | 4', 90' Stevie May 86' Gwion Edwards | New Douglas Park Toeschouwers: 1.059 Scheidsrechter: John Beaton |

|                         |         |           |                                                       |                                                                   |
| 25 september 2013 19:15 | Falkirk | 0 – 5     | Aberdeen                                              | Falkirk Stadium Toeschouwers: 2,838 Scheidsrechter: Steven McLean |
| 25 september 2013 19:15 |         | BBC Sport | Shaughnessy 23' Smith 36' Vernon 54', 55', 75' (pen.) | Falkirk Stadium Toeschouwers: 2,838 Scheidsrechter: Steven McLean |

|                         |                        |           |                         |                                                                     |
| 25 september 2013 19:45 | Livingston             | 1 – 2     | Motherwell              | Almondvale Stadium Toeschouwers: 1,660 Scheidsrechter: Brian Colvin |
| 25 september 2013 19:45 | Talbot 65' Denholm 90' | BBC Sport | McHugh 16' McFadden 73' | Almondvale Stadium Toeschouwers: 1,660 Scheidsrechter: Brian Colvin |

|                         |                                           |           |                                     |                                                                        |
| 25 september 2013 19:45 | Heart of Midlothian                       | 3 – 3     | Queen of the South                  | Tynecastle Stadium Toeschouwers: 8.381 Scheidsrechter: John McKendrick |
| 25 september 2013 19:45 | McHattie 14' Hamill 51' (pen.) Wilson 93' | BBC Sport | McGuffie 20' Paton 62' Higgins 115' | Tynecastle Stadium Toeschouwers: 8.381 Scheidsrechter: John McKendrick |
| 25 september 2013 19:45 | Strafschoppen                             |           |                                     | Tynecastle Stadium Toeschouwers: 8.381 Scheidsrechter: John McKendrick |
| 25 september 2013 19:45 | McGhee Hamill McGowan B.King Carrick      | 4 – 2     | Lyle Mitchell Paton Dzierzawski     | Tynecastle Stadium Toeschouwers: 8.381 Scheidsrechter: John McKendrick |

|                         |                                             |           |                     |                                                                 |
| 25 september 2013 19:45 | Dundee United                               | 4 – 1     | Partick Thistle     | Tannadice Park Toeschouwers: 3,778 Scheidsrechter: Calum Murray |
| 25 september 2013 19:45 | David Goodwillie 33', 45', 90' Ryan Dow 87' | BBC Sport | 89' Christie Elliot | Tannadice Park Toeschouwers: 3,778 Scheidsrechter: Calum Murray |

### Kwartfinale
De loting voor de kwartfinales vond plaats op 26 september 2013.
|                           |                                  |             |                                  |                                                                     |
| 29 oktober 2013 19:45 uur | Inverness CT                     | 2 – 1       | Dundee United                    | Caledonian Stadium Toeschouwers: 2.133 Scheidsrechter: Kevin Clancy |
| 29 oktober 2013 19:45 uur | Gary Warren 54' Ross Draper 120' | Verslag BBC | 5' Keith Watson 42' Nadir Çiftçi | Caledonian Stadium Toeschouwers: 2.133 Scheidsrechter: Kevin Clancy |

|                           |                  |             |                     |                                                                |
| 30 oktober 2013 19:00 uur | Hibernian        | 0 – 1       | Heart of Midlothian | Easter Road Toeschouwers: 16.797 Scheidsrechter: Willie Collum |
| 30 oktober 2013 19:00 uur | James McPake 83' | Verslag BBC | 34' Ryan Stevenson  | Easter Road Toeschouwers: 16.797 Scheidsrechter: Willie Collum |

|                           |                 |             |                   |                                                               |
| 30 oktober 2013 19:30 uur | Greenock Morton | 0 – 1       | St. Johnstone     | Cappielow Toeschouwers: 2.619 Scheidsrechter: John McKendrick |
| 30 oktober 2013 19:30 uur |                 | Verslag BBC | 90' Gary McDonald | Cappielow Toeschouwers: 2.619 Scheidsrechter: John McKendrick |

|                           |            |             |                                                          |                                                          |
| 30 oktober 2013 19:45 uur | Motherwell | 0 – 2       | Aberdeen                                                 | Fir Park Toeschouwers: 6.995 Scheidsrechter: John Beaton |
| 30 oktober 2013 19:45 uur |            | Verslag BBC | 13' Joe Shaughnessy 83' Andrew Considine 90' Jonny Hayes | Fir Park Toeschouwers: 6.995 Scheidsrechter: John Beaton |

### Halve finale
De loting voor de halve finales vond plaats op 31 oktober 2013.
|                           |                                                                  |           |               |                                                              |
| 2 februari 2014 15:00 uur | Aberdeen                                                         | 4 – 0     | St. Johnstone | Tynecastle Toeschouwers: 16,761 Scheidsrechter: Bobby Madden |
| 2 februari 2014 15:00 uur | Jonny Hayes 3' Peter Pawlett 32' Adam Rooney 63' Jonny Hayes 79' | BBC Sport |               | Tynecastle Toeschouwers: 16,761 Scheidsrechter: Bobby Madden |

|                           |                     |       |              |                                                              |
| 2 februari 2014 12:15 uur | Heart of Midlothian | 2 – 2 | Inverness CT | Easter Road Toeschouwers: 12.762 Scheidsrechter: John Beaton |
| 2 februari 2014 12:15 uur | Report              |       |              | Easter Road Toeschouwers: 12.762 Scheidsrechter: John Beaton |
| 2 februari 2014 12:15 uur | Strafschoppen       |       |              | Easter Road Toeschouwers: 12.762 Scheidsrechter: John Beaton |
| 2 februari 2014 12:15 uur | 2 – 4               |       |              | Easter Road Toeschouwers: 12.762 Scheidsrechter: John Beaton |

### Finale
|                         |                                                 |       |                                               |                                                                         |
| 16 maart 2014 14:30 uur | Aberdeen                                        | 0 – 0 | Inverness CT                                  | Celtic Park, Glasgow Toeschouwers: 51.143 Scheidsrechter: Steven McLean |
| 16 maart 2014 14:30 uur | Report                                          |       |                                               | Celtic Park, Glasgow Toeschouwers: 51.143 Scheidsrechter: Steven McLean |
| 16 maart 2014 14:30 uur | Strafschoppen                                   |       |                                               | Celtic Park, Glasgow Toeschouwers: 51.143 Scheidsrechter: Steven McLean |
| 16 maart 2014 14:30 uur | Barry Robson Nicky Low Scott Vernon Adam Rooney | 4 – 2 | Billy McKay Greg Tansey Nick Ross Aaron Doran | Celtic Park, Glasgow Toeschouwers: 51.143 Scheidsrechter: Steven McLean |